# Strukturontologie
Strukturontologie ist eine Form der Ontologie, die von dem deutschen Philosophen Heinrich Rombach entwickelt wurde. Rombach schließt mit ihr an die Fundamentalontologie Martin Heideggers an, die er versucht auf alles Wirkliche auszuweiten.

## Besonderheiten
Anders als Heidegger, der in Sein und Zeit verschiedene Seinsweisen unterschied (etwa die des menschlichen Daseins von der der Dinge), versucht Rombach ein Stufenmodell der Wirklichkeit zu entwickeln. Dabei unterscheiden sich verschiedene ontologische Stufen durch die verschiedenen Strukturen, die ihr zu Grunde liegen. Hinzu kommt, dass diese Strukturen nicht als starr gedacht werden, sondern in einer ihnen eigenen Bewegtheit. Daher sollte laut Rombach statt von Sein besser von einer Selbststrukturierung gesprochen werden. Indem hierdurch der Dualismus von Natur und Geist überwunden wird, leistet die Strukturontologie auch einen Beitrag zur Frage der Willensfreiheit.
Die Selbststrukturierung versucht Rombach auch als „Konkreativität“ zu fassen. Konkreativität soll ausdrücken, dass die Lebensleistung weder durch das Subjekt, den Menschen oder das Dasein erbracht wird, sondern in Orientierung an der vorgefundenen Wirklichkeit geschieht. Gleichsam wie in der Kunst sich das Kunstwerk aus dem Zusammenspiel von Künstler und Werk ergibt, muss auch das Werden als ein solches Zusammenspiel begriffen werden. Erst die Ergebnisse dieses Werdens sind es, die dann im Anschluss und fälschlicherweise als Substanz aufgefasst werden. Damit versucht Rombach noch hinter Heideggers fundamentalontologischen Ansatz zurückzugehen und die Ontologie auf ein noch tiefergehendes  Fundament zu stellen.

## Geschichte
Mit „Substanz, System, Struktur“ hat Rombach eine philosophiegeschichtliche Darstellung geliefert, welche die Vorgänger und Entstehung der Strukturontologie zurückverfolgt. Während die Antike durch das Substanz-Denken geprägt war, entsteht in der Neuzeit der Begriff des Systems. Erst mit Nietzsche und Heidegger wird dieser dann vom Begriff der Struktur abgelöst, wobei dieser Umbruch bis in unsere Tage andauert. Rombach verfolgt dabei die Spuren des Struktur-Denkens bis zu Nikolaus Cusanus und zur Deutschen Mystik zurück.
Die von Rombach angekündigte „Strukturtheologie“ wurde von ihm selbst nicht mehr publiziert.